# バートレット (梨)

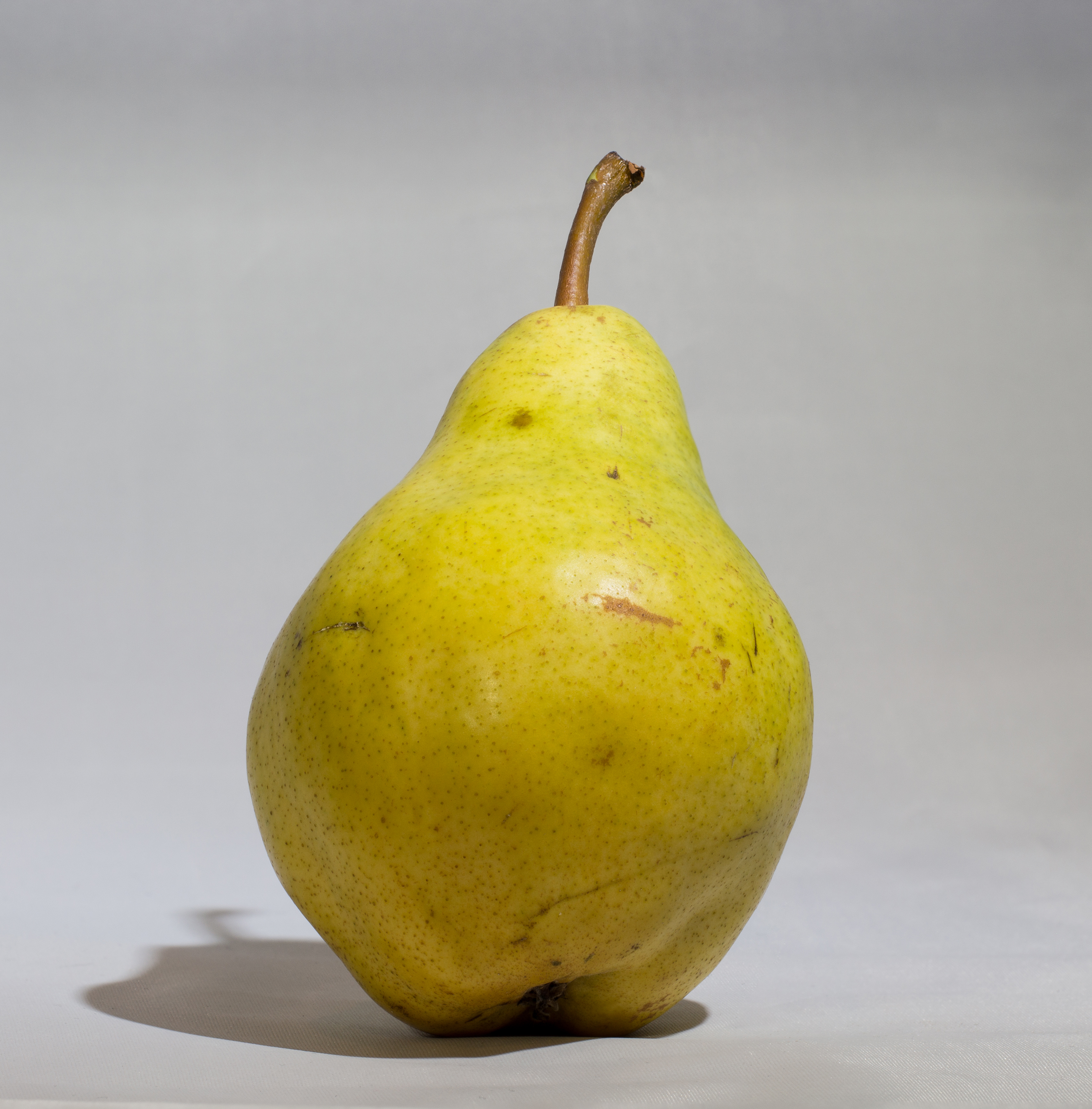
バートレットの例

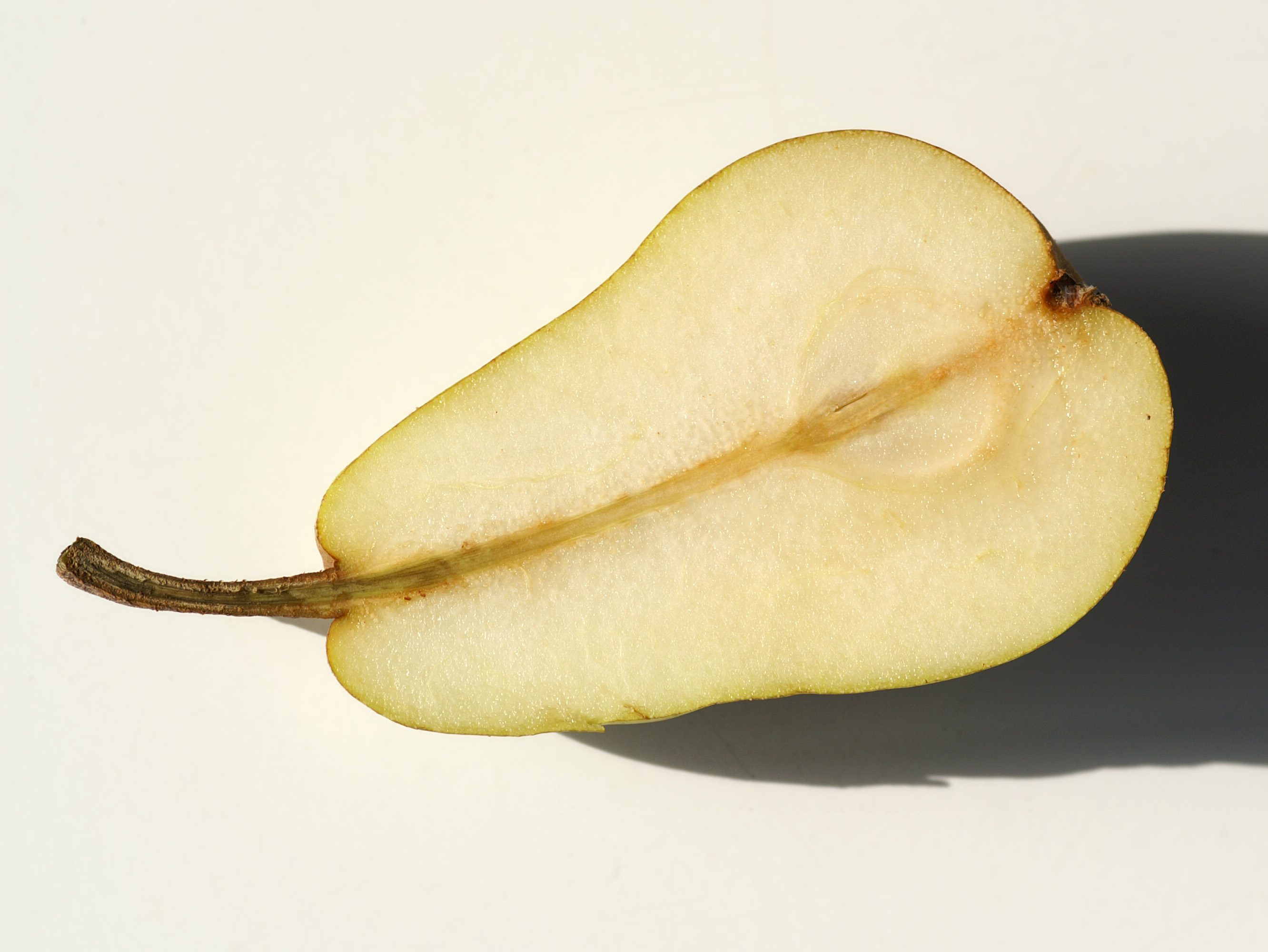
断面

バートレット（英語: bartlett pear）は西洋梨の品種の1つ。世界で最も多く生産されている西洋梨の品種である。

## 概要
果実の大きさは1個250グラム前後である。果皮の色は熟す前が黄緑色で、熟すにつれて黄色へと変化する。果肉は白く、果汁は多め。甘さは控えめで、舌触りは滑らかである。完熟した時の芳香は強め。果肉が固く煮崩れしないため、缶詰用に用いられることも多い。
開花期は5月上旬で、日本の山形県での収穫時期は8月下旬から9月初旬と、一般的な西洋梨の収穫時期が9月下旬からなのと比べると早生品種である。
日本では、北海道が最多の生産地であり、以下、青森県、山形県、秋田県と続く。日本においては、生食用と加工用の兼用種として一時期は西洋梨栽培の大半を占めていたが、加工用の需要低下もあって、シェアは8パーセント以下にまで減少している。

## 名称について
1770年頃にイギリス・バークシャー州でジョン・ステア（John Stair）が野生樹のなかから発見した品種で、ウィリアムズ（Williams）という苗木商が販売を行ったことから、イギリスではウィリアムズ・ボン・クレティエ（Williams' bon chrétien (pear)）、ウィリアムズ・ペア（Williams pear）と呼ばれていた。
やがて、この西洋梨はアメリカ合衆国でも栽培されるようになった。栽培されていたマサチューセッツ州の土地を取得したエノク・バートレットは、栽培されていた西洋梨の素性や起源を知らず、自分の名を付けて広めてしまった。バートレットの名が定着した後に、元はイギリスから輸入されたウィリアムズだと判明したが、名称についてはそのまま今日に至っている。

## 利用法
生食にも向くが、果肉が固く甘さが控えめななところからコンポートやサラダ用にも使われる。